# Winsor (Hampshire)
Pour les articles homonymes, voir Winsor.
Winsor est un village de la paroisse civile de Copythorne, dans le district de New Forest et le comté du Hampshire, en Angleterre. 

## Situation
La localité est située dans les limites du parc national New Forest. 
Les villages environnants sont Copythorne à l'ouest, Netley Marsh au sud-est et  Bartley au sud-ouest.

## Toponymie
Winsor est d'abord enregistré sous le nom de Windesore en 1167, et Windlesore en 1222.
Le nom dérive, apparemment, de windels-ora signifiant « winch sur une rive » ou peut-être de la « rive » elle-même (avec ou sans winch).

## Histoire

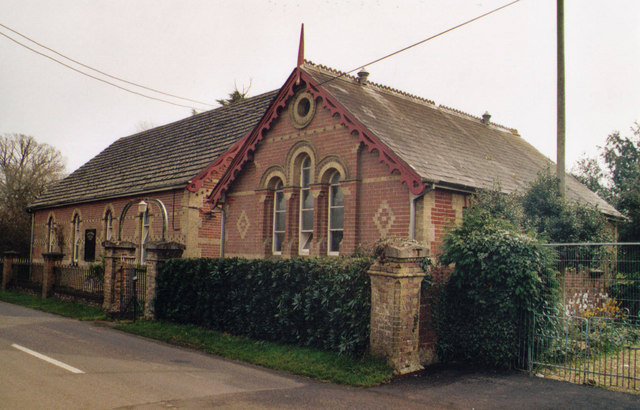
Église évangélique à Winsor.

Au XIIIe siècle, une propriété est mentionnée à Winsor, à proximité de Cadnam, elle appartenait à l'Abbaye d'Amesbury qui, en 1286, a obtenu une concession de « warren gratuit » dans les deux domaines.
À peu près à la même époque, au nom d'un abbé de Netley, une deuxième propriété est citée, qui faisait probablement partie du domaine de l'abbé à Totton.
Quelque temps après la Dissolution, ces terres passèrent aux Paulets, faisant partie du parc Paultons.
Un troisième manoir à Winsor a été mentionné au XIVe siècle lorsqu'il faisait partie du manoir principal de Eling. Il était entre les mains de l'évêque de Winchester en 1385, quand il a été donné avec le manoir d'Eling au Winchester College.